# Ghiacciaio Entrikin
Il ghiacciaio Entrikin è un ghiacciaio lungo circa 40 km situato nella regione meridionale della Terra di Oates, nell'Antartide orientale. Il ghiacciaio, il cui punto più alto si trova a circa 1100 m s.l.m., si trova sulla costa di Shackleton e ha origine dal versante nord-orientale dei monti Churchill, poco a nord del monte Dick, dove fluisce verso est fino ad entrare nell'insenatura di Matterson, a sud della penisola Nicholson, andando così ad alimentare la barriera di Ross.

## Storia
Il ghiacciaio Entrikin è stato mappato da membri dello United States Geological Survey (USGS) grazie a fotografie aeree scattate dalla marina militare statunitense (USN) nel periodo 1960-62, e così battezzato dal Comitato consultivo dei nomi antartici in onore del tenente comandante Joseph W. Entrikin, della USN, uno dei piloti dello squadrone VX-6 impegnato nell'operazione Deep Freeze I del 1955-56.